# L-アスコルビン酸-シトクロムb5レダクターゼ
L-アスコルビン酸-シトクロムb5レダクターゼ（L-ascorbate-cytochrome-b 5 reductase）は、次の化学反応を触媒する酸化還元酵素である。
L-アスコルビン酸 + フェリシトクロムb 5 {\displaystyle \rightleftharpoons } モノデヒドロアスコルビン酸 + フェロシトクロムb 5 + H+
反応式の通り、この酵素の基質はL-アスコルビン酸とフェリシトクロムb 5、生成物はモノデヒドロアスコルビン酸とフェロシトクロムb 5とH+である。
組織名はL-ascorbate:ferricytochrome-b 5 oxidoreductaseで、別名にascorbate-cytochrome b 5 reductaseがある。